# سامسونگ اس‌جی‌اچ-تی۳۰۹
سامسونگ اس‌جی‌اچ-تی۳۰۹ یک‌نمونه از گوشی‌های تلفن همراه سری T شرکت سامسونگ می باشد که توسط همین شرکت به بازار عرضه شده‌است.